# Pablo Bispo
Pablo Luiz Bispo (Rio de Janeiro, 13 de outubro de 1987) é um produtor musical e compositor brasileiro. É um dos fundadores do selo musical da Som Livre, Inbraza.

## Biografia e carreira

### Início de vida
Pablo Luiz Bispo nasceu na capital carioca em 13 de outubro de 1987, e foi criado no bairro de Bangu.

### Carreira
Exerceu a função de gerente no Banco Santander. Em 2013, optou por sair de sua posição no banco e se dedicar integralmente aos Doutores da Alegria, atuando como palhaço Borogodó (codinome de Pablo). Nesta ocasião, escreveu um livro que conta sua experiência como Doutor da Alegria.

#### Na internet
Através da internet, à época, conheceu o cantor e compositor Jhama. Juntos, compuseram o primeiro sucesso da carreira de Pablo: “Essa Mina é Louca”, música que foi interpretada por Anitta e conta com mais de 230 milhões de visualizações no youtube.
Pablo Bispo também se tornou professor do Espro - Ensino Social Profissionalizante, que realiza ações socioeducativas e integração ao mundo do trabalho, promovendo a inclusão social.

#### Carreira artística
O produtor compôs diversos hits da atualidade, que foram gravados por artistas como Iza, Anitta, Pabllo Vittar, Gloria Groove, Ludmilla, Pedro Sampaio, Preta Gil, entre outros. No cenário internacional, já realizou trabalhos com Major Lazer, Ciara e Charli XCX.
Atualmente, Pablo, Sérgio Santos e Ruxell trabalham juntos como compositores e produtores, sendo conhecidos como “Dogz”.
Pablo Bispo também faz parte do time de produtores Brabo Music Team, que também inclui Maffalda, Rodrigo Gorky, Zebu e Arthur Marques.

### Educação
Pablo Luiz é formado em Administração na Universidade Estácio de Sá.

## Discografia

### Como produtor ou compositor
Abaixo a lista de composições de Pablo Bispo.
| Canção                         | Ano  | Artista                                                        | Álbum                  |
| ------------------------------ | ---- | -------------------------------------------------------------- | ---------------------- |
| "Essa Mina É Louca"            | 2015 | Anitta                                                         | Bang                   |
| "Cravo e Canela"               | 2015 | Anitta                                                         | Bang                   |
| "Eu Sou do Mundo, um Vencedor" | 2016 | Ronaldinho Gaúcho                                              | Paralimpíadas Rio 2016 |
| "K.O."                         | 2016 | Pabllo Vittar                                                  | Vai Passar Mal         |
| "Pode Apontar"                 | 2016 | Pabllo Vittar                                                  | Vai Passar Mal         |
| "Indestrutível"                | 2016 | Pabllo Vittar                                                  | Vai Passar Mal         |
| "Ninguém Segura Ela"           | 2016 | Biel                                                           | —                      |
| "Cadinho de Amor"              | 2017 | Carinha de Anjo                                                | —                      |
| "Sua Cara"                     | 2017 | Major Lazer                                                    | Know No Better         |
| "Solo Seduzente"               | 2017 | Dani Russo                                                     | —                      |
| "Decote                        | 2017 | Preta Gil                                                      | Todas as Cores         |
| "Pesadão                       | 2017 | Iza                                                            | Dona de Mim            |
| "Enquadra"                     | 2017 | Day & Lara                                                     | —                      |
| "Paraíso"                      | 2017 | Lucas Lucco com Pabllo Vittar                                  | —                      |
| "Bumbum de Ouro"               | 2017 | Gloria Groove                                                  | —                      |
| "Lentamente"                   | 2018 | Tchakabum                                                      | —                      |
| "Joga Bunda"                   | 2018 | Aretuza Lovi com participação de Pabllo Vittar e Gloria Groove | —                      |
| "Parceira"                     | 2018 | Mulher Pepita                                                  |                        |
| "Ginga"                        | 2018 | Iza e Rincon Sapiência                                         | Dona de Mim            |
| "Dona de Mim"                  | 2018 | Iza                                                            | Dona de Mim            |
| "Apaga a Luz"                  | 2018 | Gloria Groove                                                  |                        |
| "Coisa Boa"                    | 2018 | Gloria Groove                                                  |                        |
| "Arrasta"                      | 2018 | Gloria Groove e Léo Santana                                    |                        |
| "Seu Crime"                    | 2018 | Pabllo Vittar                                                  |                        |
| "Loko!"                        | 2018 | Wanessa Camargo                                                |                        |
| "Excesso de Gostosura"         | 2018 | Preta Gil                                                      |                        |
| "Brisa"                        | 2019 | Iza (cantora)                                                  |                        |
| "Yoyo"                         | 2019 | Gloria Groove e Iza (cantora)                                  |                        |
| "Garupa"                       | 2019 | Luísa Sonza e Pabllo Vittar                                    | Pandora                |
| "Só o Amor"                    | 2019 | Preta Gil e Gloria Groove                                      |                        |